# Brosso
Brosso est une commune italienne de la ville métropolitaine de Turin dans la région Piémont en Italie.

## Administration
| Période                                  | Période  | Identité                | Étiquette    | Qualité |
| ---------------------------------------- | -------- | ----------------------- | ------------ | ------- |
| 30 mai 2006                              | En cours | Ilario Vigliermo Brusso | lista civica |         |
| Les données manquantes sont à compléter. |          |                         |              |         |

### Communes limitrophes
Tavagnasco, Traversella, Borgofranco d'Ivrea, Quassolo, Trausella, Meugliano, Lessolo, Vico Canavese